# قطعنامه ۱۵۸۶ شورای امنیت
قطعنامه ۱۵۸۶ شورای امنیت سازمان ملل متحد که در تاریخ ۱۰ مارس ۲۰۰۵ تصویب شد، سندی بین‌المللی دربارهٔ بررسی وضعیت در مورد سودان است. این قطعنامه طی نشست ۵۱۳۷ام با ۱۵ رای موافق، ۰ مخالف و ۰ ممتنع تصویب شد.